# انسحاب الأمم المتحدة من كوريا الشمالية
```
كان 
انسحاب الأمم المتحدة من كوريا الشمالية
 انسحابًا لقوات 
الأمم المتحدة
 من 
كوريا الشمالية
 حدث بين 2 و25 ديسمبر 1950.
```

في 30 من شهر سبتمبر عبرت قوات جيش جمهورية كوريا خط عرض 38° شمال، الذي كان حدود الأمر الواقع بين كوريا الشمالية وكوريا الجنوبية على الساحل الشرقي لشبه الجزيرة الكورية وتلا ذلك هجوم شامل لقوات الأمم المتحدة داخل كوريا الشمالية لمطاردة الجيش الشعبي الكوري الشمالي المتناثر. في غضون شهر واحد كانت قوات الأمم المتحدة تقترب من نهر يالو، الأمر الذي دفع بالصين إلى دخول الحرب. على الرغم من الهجمات الأولية التي شنها جيش متطوعي الشعب الصيني في أواخر شهر أكتوبر ومطلع نوفمبر، جددت الأمم المتحدة هجومها في 24 نوفمبر قبل أن يوقفه تدخل صيني ضخم بشكل فجائي في المرحلة الثانية من الهجوم التي بدأت في 25 نوفمبر. في أعقاب الهزيمة التي تلقتها قوات الأمم المتحدة من جيش متطوعي الشعب في معركة نهر تشونغتشون والانسحاب التكتيكي في معركة خزان تشانغجين، خرجت القوات من كامل كوريا الشمالية في 25 من شهر ديسمبر. بعد ذلك حضّرت قوات الأمم المتحدة خطوطًا دفاعية جديدة أعلى سول تحسبًا لتجديد متوقع لهجوم يشنه جيش متطوعي الشعب. شمل انسحاب الأمم المتحدة من كوريا الشمالية هجرات عديدة للاجئين فروا من القوات الصينية والكورية الشمالية التي استعادت السيطرة سريعًا على كوريا الشمالية. كان من بين موجات النزوح الضخمة للاجئين من كوريا الشمالية موجتين بارزتين، ترحيل هونغنام وترحيل بيونغيانغ.

## الخلفية
في ليلة 28 نوفمبر التقى جنرال الأمم المتحدة دوغلاس مكآرثر الجنرال وولتون ووكر قائد الجيش الأمريكي الثامن والجنرال إدوارد ألموند قائد الفيلق الأمريكي إكس في طوكيو لتقييم أوضاع قوات الأمم المتحدة. ومع تلقيه مستجدات من قادته الميدانيين، رأى مكآرثر أن الجيش الثامن كان تحت خطر أكبر مما كان الفيلق إكس، إلا أنه أراد انسحاب كلتا القوتين. كان ووكر مستعدًا لتنفيذ أي انسحاب ضروري لتجنب تطويق الجيش الثامن. أراد ألموند أن يحافظ على اتصالات مع جيش متطوعي الشعب، إلا أنه أراد أيضًا انسحاب الفيلق إكس والتمركز في منطقة هامهونغ هونغنام الساحلية. ومن ثم سأل مكآرثر ألموند حول مدى المساعدة التي يستطيع أن يقدمها الفيلق إكس للجيش الثامن. أشار ألموند إلى ضرورة إنقاذ قوات الجيش والقوات البحرية المعزولة عند خزان تشانغجين قبل القيام بأي شيء آخر.

### جبهة الجيش الثامن
في أعقاب انتصارهم في معركة نهر تشونغتشون، لم يطارد جيش متطوعي الشعب انسحاب الجيش الأمريكي الثامن لمسافة 20 ميلًا (32 كيلومتر) من تشونغتشون إلى خط محافظة سونغتشون سنكتشون. كانت هناك دوريات حرس صغيرة تابعة لجيش متطوعي الشعب على امتداد الخط الجديد في 1 ديسمبر، وكان معظمها عند النهاية الشرقية للخط التي لم تشهد أي انسحاب عميق في اليوم السابق. إلا أن الجنرال ووكر كان على قناعة بأن جيش متطوعي الشعب سيقلص الفجوة سريعًا وسيتابع هجماته على الجبهة وسيرسل مرة أخرى قوات ضد خاصرته الشرقية. قدر ووكر عند ذلك بأن جيش متطوعي الشعب الذي يواجهه كان يتألف من 6 جيوش تتألف من 18 فرقة و165 ألف مقاتل. ومن بين وحداته الأمامية، وحدها فرقة الخيالة الأولى فرقة المشاة 24 و25 فرقة المشاة الأولى لجيش جمهورية كوريا وكتيبة الكومنولث البريطانية 27 وكتيبة المشاة المستقلة 29 لم تصب بأذى. وكان ممكنًا توظيف كتيبة المشاة رقم 6 التابعة لجيش جمهورية كوريا إلا أن أفواجها كانت محطمة، وأعاد نحو نصف فرقتي المشاة 7 و8 التابعتين لجيش جمهورية كوريا التجمع، إلا أنهما كانتا أقل قوة بكثير مما أشير إليه، وكانت كل من فرقة المشاة الثانية والكتيبة التركية بحاجة إلى تجديد كبير قبل أن تكونا قادرتين على تأدية وظيفتهما كوحدات. ومن بين قواته الاحتياطية، كانت فرق جيش جمهورية كوريا الأربع التي كانت تخوض حربًا ضد مقاتلي حرب العصابات في كوريا الجنوبية والوسطى أقل تدريبًا من أن تكون موضع ثقة على الخط. وكانت قواته الاحتياطية الأخرى الوحيدة هي كتيبة المشاة الأمريكية 187 والفوجين الفيلبيني والتايلندي التابعين لها والذين كانا يحرسان في تلك الفترة أجهزة إمداد الجيش في المقدمة، والفوج الهولندي الذي كان قد أتم لتوه تجهيزاته في مركز استقبال الأمم المتحدة، وفوج مشاة من فرنسا كان قد نزل لتوه في بوسان.
وفقًا للمقارنة التي أجراها ووكر بين القوى، لم يكن باستطاعة الجيش الثامن أن يدافع بنجاح في وضعية ثابتة. مع اعتباره بأن عملية تأخير هي الخيار الوحيد، خيار لا يمكنه أن يخاطر بالالتزام به ويتوقع بأن سيرغمه على الخروج من كوريا، بدأ ووكر باختيار خطوط تأخير خلفه. وكانت لديه النية بأن ينتقل جنوبًا من خط إلى آخر قبل أن تطوَق قواته في مكانها أو تحاصر. على الرغم من أن الجيش الثامن بقي منقطعًا عن الاتصالات في 2 من شهر ديسمبر، تلقى ووكر تقارير عملاء ومراقبين جويين تفيد بأن جيش متطوعي الشعب كان يدخل إلى الإقليم شرق سونغتشون، وأن واحدًا من الجيش أو مقاتلي حرب العصابات الكوريين الشماليين الذين غزوا المنطقة قد أقام مواقع حجز أسفل طريق بيونغيانغ وونسان من سونغتشون شرقًا على بعد 25 ميلًا (40 كيلومتر) من يانغدوك. وكان محتملًا أنهم كانوا يحاولون تأمين جزء من الطريق الجانبي قبل القيادة باتجاه أحد السواحل أو كليهما، وسيكون بوسعهم إيقاع الجيش الثامن في فخ أعلى المدينة في حال القيادة غربًا نحو بيونغيانغ. وبالنظر إلى الاحتمال الأخير، اختار ووكر الانسحاب قبل وقوع الهجوم. كان مخططًا الخروج من بيونغيانغ. عكس استخدام ووكر لمعلومات استخباراتية بسيطة في اتخاذه قرار الانسحاب نحو أسفل بينغيانغ الموقف العام للجيش الثامن. وفقًا لبعض الروايات، أصيبت قوات ووكر ب «حمى الانسحاب»، وهو مصطلح يستخدم عادة لوصف ميل للانسحاب دون قتال وحتى تجاهل الأوامر. وبالنظر إلى أن المصطلح كان يشير إلى جبن وتقصير تجاه الواجب، لم يكن المصطلح مصطلحًا ملائمًا. إلا أن ثقة الجيش الثامن اهتزت بفعل الهجمات القوية والإصابات الكبيرة في الأسبوع الماضي إضافة إلى القوة الواضحة للصينيين. وكان لهذا الشك نفسه أثر على قرار ووكر تسليم بيونغيانغ وسيؤثر مجددًا على قرارات أخرى في الانسحاب. إلا أن السبب الرئيسي للانسحاب كان وما يزال وسيبقى التهديد الدائم الذي كان يشكله التطويق من الشرق.

## جبهة الفيلق إكس
من أجل حماية هامهونغ وهونغنام في الوقت الذي انسحبت فيه فرقة البحرية الأولى ووحدات الجيش من خزان تشانغجين، كان الجنرال ألموند يمركز قواته هناك في مطلع شهر ديسمبر. في غضون ذلك، كانت مهمة فرقة شاطئ قوات مشاة بحرية الولايات المتحدة وفرقة عمليات فرقة المشاة الثالثة حماية تلك المنطقة وتحميل الإمدادات والمعدات المخزنة هناك ومن ثم مغادرة المنطقة. بحلول الليل في 4 من شهر ديسمبر، أمر الجنرال روبيرت إتش سول قائد فرقة المشاة الثالثة معظم قوات فرقته بالتمركز في منطقة هامهونغ هونغنام. مع انتشار قوة المشاة الأولى لبحرية جمهورية كوريا، نشر الجنرال روبيرت القوة الخامسة للدفاع عن قسم تمركز أسفل مطار يونبو جنوب غرب هونغنام وربط الشمال الغربي عبر تشيغيونغ جنوب غرب هامهونغ بقرية أورو ري (E40,038°ُN 127.424°E) على طريق خزان تشانغجين على بعد 8 أميال (كيلومتر) هامهونغ. بحلول الظلام من يوم 5 من شهر ديسمبر وصل الجزء الأكبر من فرقة المشاة السابعة أيضًا إلى منطقة هامهونغ هونغنام. وللمساعدة في الإخلاء السابع لهيسانجين، كانت الكتيبة ال 26 التابعة لجيش جمهورية كوريا قد تولت تغطية المواقع الممتدة على طريق الانسحاب الرئيسي، هيسانجين بوكتشونغ، حول منتصف الطريق بين بلدتين حدوديتين. إلا أن الفرقة السابعة اتجهت جنوبًا دون أي احتكاك مع العدو. حطمت الفرقة الجسور وحفرت الطريق الواقع خلفها وصولًا إلى مواقع جيش جمهورية كوريا وخلال انسحابها حضرت تفجيرات مماثلة ينفذها جيش جمهورية كوريا القادم من الخلف. وضعت قوات الفرقة السابعة، بعد إتمام انسحابها، دفاعات في الشمال وشمال شرق هامهونغ محاذية لدفاعات الفرقة الثالثة. لم يكن موقع قاعدة اليسار في أقصى شرق أورو ري، الممتدة على الطريق المؤدي جنوبًا من خزان بوجون (40,611E°N 127.541°E)، وأغلقت قاعدة أقصى اليمين الطريق الساحلي.